# Liste der Mitglieder des Provinziallandtags der Rheinprovinz (11. Sitzungsperiode)
Diese Liste nennt die Mitglieder des 11. Provinziallandtages der Rheinprovinz 1854.

## Hintergrund
Der Provinziallandtag der Rheinprovinz bestand aus 75 Mitglieder, die sich in vier Kurien aufteilten. Die erste Kurie bestand aus vier Standesherren, die über Virilstimmen verfügten. Die Standesherren konnten sich vertreten lassen. Die zweite Kurie bestand aus den Vertretern der Ritterschaft, diese wurden in zwei Wahlkreisen (Regierungsbezirke Koblenz/Trier/Köln und Regierungsbezirke Aachen/Düsseldorf) gewählt. Die dritte Kurie bildeten die Vertreter der Städte. Diese wurden in indirekter Wahl bestimmt. Die vierte Kurie bildeten die Landgemeinden. Diese wählten die Vertreter in doppelt indirekter Wahl: Die Urwähler wählten Wahlmänner, diese dann Bezirkswähler. Wahlkreise waren die Landkreise. Für die Abgeordneten wurden jeweils auch Stellvertreter gewählt.
Der Provinziallandtag der Rheinprovinz trat in seiner 11. Sitzungsperiode vom 1. Oktober 1854 bis zum 27. Oktober 1852 zusammen. Der Landtagsabschied datiert vom 30. September 1856.

## Liste der Abgeordneten
| Kurie                                | Wahlkreis | Abgeordneter                                                       | Anmerkung                                                             |
| ------------------------------------ | --- | ------------------------------------------------------------------ | --------------------------------------------------------------------- |
| Stand der Fürsten, Grafen und Herren | | Fürst Ferdinand zu Solms-Braunfels                                 | Braunfels, vertreten durch Landrat Hermann Joseph Simons zu Vogelsang |
| Stand der Fürsten, Grafen und Herren | | Graf Alfred von Hatzfeldt                                          | Wildenburg, vertreten durch Freiherr Eberhard von Mylius zu Aachen    |
| Ritterschaft                         | Koblenz/Trier/Köln | Freiherr Clemens August Waldbott von Bassenheim-Bornheim           | Provinzial-Feuer-Societätsdirektor, Koblenz, Landtagsmarschall        |
| Ritterschaft                         | Aachen/Düsseldorf | Graf Maximilian August von Loë                                     | Wissen, Vize-Landtagsmarschall                                        |
| Ritterschaft                         | Koblenz/Trier/Köln | Graf Franz Egon von Hoensbroech                                    | Schloss Haag                                                          |
| Ritterschaft                         | Aachen/Düsseldorf | Freiherr Karl Ludwig Adolf von Plettenberg                         | Mehrum bei Duisburg                                                   |
| Ritterschaft                         | Aachen/Düsseldorf | Graf Karl von Hoensbroech-Türnich                                  | Thürnich                                                              |
| Ritterschaft                         | Aachen/Düsseldorf | Graf Friedrich von Westerholt und Gysenberg                        | Oberhausen                                                            |
| Ritterschaft                         | Koblenz/Trier/Köln | Anton Franz Hermann von Solemacher-Antweiler                       | Landgerichtsrat, Koblenz                                              |
| Ritterschaft                         | Aachen/Düsseldorf | Freiherr Ludwig Maximilian von Rigal-Grunland                      | Bonn                                                                  |
| Ritterschaft                         | Aachen/Düsseldorf | Franz Werner von Leykam                                            | Elsum, Kreis Heilsberg                                                |
| Ritterschaft                         | Aachen/Düsseldorf | Friedrich Joseph Coels von der Brügghen                            | Geheimer Regierungsrat a. D., Aachen                                  |
| Ritterschaft                         | Koblenz/Trier/Köln | Carl Friedrich von Müller                                          | Burg Metternich                                                       |
| Ritterschaft                         | Aachen/Düsseldorf | Freiherr Friedrich Geyr von Schweppenburg                          | Burg Müddersheim                                                      |
| Ritterschaft                         | Aachen/Düsseldorf | Graf August von Spee                                               | Kammerherr, Heltorf                                                   |
| Ritterschaft                         | Koblenz/Trier/Köln | Clemens Wenzelslaus Freier und Edler Herr von und zu Eltz-Rübenach | Wahn                                                                  |
| Ritterschaft                         | Koblenz/Trier/Köln | Freiherr Anton von Salis-Soglio                                    | Gemünden                                                              |
| Ritterschaft                         | Koblenz/Trier/Köln | Wilhelm von Haw                                                    | Landrat a. D., Trier                                                  |
| Ritterschaft                         | Aachen/Düsseldorf | Franz Anton Josten                                                 | Rittergutsbesitzer zu Neuß                                            |
| Ritterschaft                         | Koblenz/Trier/Köln | Freiherr Edmund Spieß von Büllesheim                               | Haus Hull, als Stellvertreter                                         |
| Ritterschaft                         | Koblenz/Trier/Köln | Freiherr Max Felix von Wolff-Metternicht                           | Gymnich, als Stellvertreter                                           |
| Ritterschaft                         | Aachen/Düsseldorf | Graf Arthur von Goltstein                                          | Schloss Breill                                                        |
| Ritterschaft                         | Aachen/Düsseldorf | Freiherr Friedrich von der Heyden-Rynsch                           | Haus Winkel, als Stellvertreter                                       |
| Ritterschaft                         | Aachen/Düsseldorf | Freiherr Gustav von der Leyen-Blömersheim                          | Krefeld                                                               |
| Ritterschaft                         | Koblenz/Trier/Köln | Freiherr Franz Adolph Josef von Fürstenberg                        | Lörsfeld, als Stellvertreter                                          |
| Ritterschaft                         | Koblenz/Trier/Köln | Graf Maximilian von Nesselrode-Ehreshoven                          | Ehreshoven                                                            |
| Ritterschaft                         | Aachen/Düsseldorf | Johann Peter Oettgen                                               | Rittergutsbesitzer aus Strommoers                                     |
| Städte                               | Köln | Joseph Stupp                                                       | Justizrat und Bürgermeister, Köln                                     |
| Städte                               | Aachen | Theodor Nellesen                                                   | Tuchfabrikant, Aachen                                                 |
| Städte                               | Düsseldorf | Theodor Joseph Lacomblet                                           | Archivrat, Düsseldorf                                                 |
| Städte                               | Koblenz | Jacob Hölscher                                                     | Buchhändler, Koblenz                                                  |
| Städte                               | Trier | Carl Savoye                                                        | Kaufmann und Stadtrat, Trier                                          |
| Städte                               | Elberfeld | Carl von der Heydt                                                 | Bankier, Elberfeld                                                    |
| Städte                               | Barmen | August Engels sen.                                                 | Kaufmann, Barmen                                                      |
| Städte                               | Krefeld | Heinrich Ondereyck                                                 | Oberbürgermeister, Krefeld                                            |
| Städte                               | Kreuznach, Kirn, Sobernheim, St. Goar, Boppard, Oberwinter, Bacharach, Stromberg                                                       | Eduard Ebertz                                                      | Rechtskonsulent, Kreuznach                                            |
| Städte                               | Stromberg, Trarbach, Zell, Cochem, Mayen, Andernach, Ahrweiler, Sinzig, Remagen, Simmern                                               | Michael Bauer                                                      | Kaufmann, Cochem                                                      |
| Städte                               | Ehrenbreitstein, Vallendar, Bendorf, Neuwied, Linz, Wetzlar, Braunfels                                                                 | Gustav Adolph van der Beek                                         | Bürgermeister, Neuwied                                                |
| Städte                               | Saarlouis, Saarbrücken, St. Johann, Ottweiler, St, Wendel, Baumholder                                                                  | Johann Ludwig Wagner                                               | Bürgermeister, Saarbrücken                                            |
| Städte                               | Merzig, Prüm, Bitburg, Wittlich, Bernkastel, Saarburg, Neuerburg                                                                       | Nicolaus Well                                                      | Gutsbesitzer, Bitburg                                                 |
| Städte                               | Monschau, Eupen, Malmédy, St. Vith | Josef Stouse                                                       | Bürgermeister, Malmedy                                                |
| Städte                               | Düren, Gemünd, Stolberg, Burtscheid | Peter Peiffer                                                      | Gemeindeverordneter, Düren                                            |
| Städte                               | Jülich, Eschweiler, Heinsberg, Erkelenz, Geilenkirchen mit Hünshoven, Linnich                                                          | Joseph Jungbluth                                                   | Bürgermeister und Gutsbesitzer, Jülich                                |
| Städte                               | Bonn, Münstereifel, Euskirchen, Zülpich, Rheinberg                                                                                     | Johann Jacob Noeggerath                                            | Geheimer Bergrat, Bonn                                                |
| Städte                               | Deutz, Mülheim am Rhein, Gladbach, Gummersbach, Wipperfürth, Siegburg, Königswinter, Neustadt                                          | Christian Brückmann                                                | Kaufmann, Mülheim am Rhein                                            |
| Städte                               | Ratingen, Kaiserswerth, Angermund mit Gerresheim, Mettmann, Langenberg mit Hardenberg, Wülfrath, Velbert, Kronenberg, Steele, Hilden   | Heinrich Neunerdt                                                  | Apotheker, Mettmann                                                   |
| Städte                               | Duisburg, Mülheim an der Ruhr, Essen, Kettwig, Werden, Ruhrort, Dinslaken, Emmerich, Rees, Isselburg                                   | Julius Scheidt                                                     | Kettwig, als Stellvertreter                                           |
| Städte                               | Kleve, Wesel, Goch, Gelder, Rheinberg, Moers, Orsoy, Xanten                                                                            | Wilhelm Münster                                                    | Tuchfabrikant, Wesel                                                  |
| Städte                               | Neuss, Grevenbroich, Wevelinghoven, Gladbach, Viersen, Dahlen, Odenkirche, Rheydt, Uerdingen, Kempen, Süchtelen, Dülken, Kaldenkirchen | Michael Frings                                                     | Bürgermeister, Neuß                                                   |
| Städte                               | Lennep, Ronsdorf, Lüttringhausen, Radevormwald, Burg, Hückeswagen, Wermelskirchen                                                      | Julius Johanny                                                     | Kaufmann, Hückeswagen                                                 |
| Städte                               | Solingen, Remscheid, Dorp, Gräfrath, Wald, Höhscheid mit Merscheid, Burscheid mit Leichlingen, Opladen mit Neukirchen, Hitdorf         | Gottlieb Kyllmann                                                  | Kaufmann, Weyer                                                       |
| Landgemeinden                        | Regierungsbezirk Aachen | Balthasar Beemelmanns                                              | Bürgermeister, Prümmern                                               |
| Landgemeinden                        | | Jacob Ahren                                                        | Gutsbesitzer, Tetz                                                    |
| Landgemeinden                        | Regierungsbezirk Aachen | Jacob Ahren                                                        | Gutsbesitzer, Reichenstein                                            |
| Landgemeinden                        | Regierungsbezirk Aachen | Johann Engelbert Hahn                                              | Bürgermeister, Girbelsrath                                            |
| Landgemeinden                        | Regierungsbezirk Trier | Johann Wilhelm Schruff                                             | Hüttenbesitzer, Müllenborn, als Stellvertreter                        |
| Landgemeinden                        | Regierungsbezirk Trier | Job von Nell                                                       | Trier                                                                 |
| Landgemeinden                        | Regierungsbezirk Trier | Niclas Guittienne                                                  | Bürgermeister, Niedaltdorf                                            |
| Landgemeinden                        | Regierungsbezirk Trier | Dr. Jakob Hewer                                                    | Saarburg                                                              |
| Landgemeinden                        | Regierungsbezirk Trier | Franz Damian Görz                                                  | Landrat a. D., Trier                                                  |
| Landgemeinden                        | Regierungsbezirk Koblenz | Christoph Trutschler                                               | Gutsbesitzer, Kirchberg                                               |
| Landgemeinden                        | Regierungsbezirk Koblenz | Dr. Ferdinand Wurzer                                               | Bürgermeister von Niederhammerstein                                   |
| Landgemeinden                        | Regierungsbezirk Koblenz | Johann Martin Stoll                                                | Steuerkontrolleur, Altenkirchen                                       |
| Landgemeinden                        | Regierungsbezirk Koblenz | Joseph Wirtz                                                       | Gutsbesitzer und Rentmeister, Bassenheim                              |
| Landgemeinden                        | Regierungsbezirk Koblenz | Georg Kiltz                                                        | Gutsbesitzer, Waldböckelheim                                          |
| Landgemeinden                        | Regierungsbezirk Koblenz | Johann Gemünd                                                      | Gutsbesitzer, Niederbreisig                                           |
| Landgemeinden                        | Regierungsbezirk Köln | Johann Leopold Schult                                              | Bürgermeister, Glessen                                                |
| Landgemeinden                        | Regierungsbezirk Köln | Friedrich Häger                                                    | Gutsbesitzer und Kaufmann, Ründerath                                  |
| Landgemeinden                        | Regierungsbezirk Köln | Theodor Harzheim                                                   | Bürgermeister und Gutsbesitzer, Geyer                                 |
| Landgemeinden                        | Regierungsbezirk Köln | Anselm Clostermann                                                 | Gutsbesitzer, Warth                                                   |
| Landgemeinden                        | Regierungsbezirk Düsseldorf | Gerhard Seulen                                                     | Bürgermeister von Vorst                                               |
| Landgemeinden                        | Regierungsbezirk Düsseldorf | Anton Compes                                                       | Bürgermeister, Neuwerk                                                |
| Landgemeinden                        | Regierungsbezirk Düsseldorf | Julius von Haeften                                                 | Landrat, Cleve                                                        |
| Landgemeinden                        | Regierungsbezirk Düsseldorf | Anton Schmitz                                                      | Gutsbesitzer, Ilverich                                                |
| Landgemeinden                        | Regierungsbezirk Düsseldorf | Wilhelm von Ising                                                  | Gutsbesitzer, Vogelsang                                               |
| Landgemeinden                        | Regierungsbezirk Düsseldorf | Urban Leven                                                        | Bürgermeister, Benrath                                                |